# Lux, Haute-Garonne

Lux este o comună în departamentul Haute-Garonne din sudul Franței. În 2009 avea o populație de 356 de locuitori.

## Evoluția populației
| An        | 1975 | 1982 | 1990 | 1999 | 2006 | 2009 |
| --------- | ---- | ---- | ---- | ---- | ---- | ---- |
| Populație | 140  | 121  | 134  | 171  | 304  | 356  |